# 大切なもの (合唱曲)
「大切なもの」とは、山崎朋子作詞作曲の合唱曲である。2006年に教育芸術社から出版された。

## 概要
- 変ニ長調、4分の4拍子であり、構成は1番・2番・コーダである。
- 混声三部合唱、同声二部合唱のバージョンが存在し、卒業式で歌われることが多い。
- 歌詞の内容は学生時代には気づかなかった、友情などの大切さを歌ったもの。

## 作品での使用
- 映画がっこうぐらし! - 挿入歌として使用。